# 私人基金会
私人基金会是一家慈善组织，虽然其服务对象为良好企业，但可能不符合政府制定的公认慈善机构标准。私人基金会是一种非营利组织，通常由个人或企业通过单一主要捐赠来创建。该基金会由其指定的受托人或董事负责管理资金和计划。与定期捐款为正在进行的业务提供资金不同，私人基金会依靠投资初始捐款以获得收益，并将其中大部分投资收益用于所需的慈善活动。

## 分类
私人基金会通常分为两类：私人经营基金会和私人非经营基金会。私人经营基金会实际上以其投资收入为慈善活动或组织运作，而私人非经营基金会只是向其他慈善组织支付资金。
美国国税局按照以下标准来分类私人基金会：
如果一个组织符合“美国国内税收法”第501（c）（3）节的免税要求，监管机构可能会将其视为私人基金会，除非该组织被明确排除在明确被排除在外的不同类别之外私人基金会。根据IRS分类，被排除的实体包括大学，医院或组织及其支持元素，这些元素得到了公众的广泛支持。私人基金会只有当这些组织及其理事机构符合“美国国内税收法”501（c）（3）的要求时，才可以免税。大多数私人基金会的净投资收入征收消费税。一些外国私人基金会也可能征税。

## 规则
美国国税局还有许多对私人基金会其他要求和规则，以接收和维持这种分类。例如，私人基金会有限制，禁止在基金会和实质性捐助者之间进行自我交易，或为个人利益而不是为了受益人的利益。换句话说，基金会的管理者不能利用他们的职位进行交易，以牺牲基金会的受益者为代价来中饱私囊。
私人基金会必须每年为慈善目的分配收入。此类基金会被私营企业持有也受到限制。私人基金会的投资也必须不会危及组织豁免税务目的的执行。私人基金会花费的费用必须符合基金会成立的初衷。